# Castrip
Castrip bezeichnet ein Gießverfahren für Stahl.
Bei diesem Verfahren wird ein  Band aus Stahl erzeugt, indem heißer, flüssiger Stahl direkt zwischen zwei Walzen gegossen wird, die nur einen geringen Abstand zueinander haben.
In rund 200 Millisekunden erstarrt dort der Stahl und bildet so ein etwa 1,6 Millimeter dickes Band. Dieses wird zwischen Walzen weitertransportiert und gelangt durch einen mit Schutzgas gefüllten kleinen Bandspeicher in ein Walzgerüst. Dort wird es auf das Endmaß in der Dicke gewalzt, die zwischen 0,7 und 2 Millimeter beträgt. Nachfolgend sind eine Kühlstrecke zur Abkühlung des Bandes und ein Haspel angeordnet, welcher das Band wickelt, das bis zu 40 Tonnen Gewicht haben kann.
Das Verfahren eignet sich derzeit nur für bestimmte Stahlsorten. Aufgrund der schnellen Erstarrung im Gießprozess sind jedoch Stahleigenschaften erreichbar, welche beim normalen Warmwalzen nicht oder nur schwer zu erreichen sind. Darüber hinaus ist es das Verfahren zur Erzeugung von Warmband, welches mit dem geringsten Energieeinsatz auskommt. Die typische Jahresproduktion einer Anlage beträgt 500.000 bis 700.000 Tonnen. Die ersten beiden Anlagen weltweit wurden in Stahlwerken der Nucor in Crawfordsville (Indiana) und Blytheville in den USA errichtet.